# 马王堆汉墓
马王堆汉墓位于中國湖南省长沙市芙蓉区东屯渡乡（今芙蓉区马王堆街道），临浏阳河，为西汉时期长沙国丞相利蒼、利蒼妻子辛追（有说法称其为“避”）及其子利豨或兄弟三座墓葬。
1971年12月，湖南省博物馆开始对该墓葬的一号墓进行发掘，并于1973年至1974年对二号墓和三号墓进行发掘。在这几次发掘中，墓葬内出土了辛追尸體和众多陪葬品。这些出土文物使这次发掘于2009年被列为“近年来长沙市十大考古发现”。其出土文物现已全部移入湖南省博物馆，博物馆内闢有马王堆汉墓陈列馆，分为墓葬出土文物陈列和墓坑遗址陈列二大部分。2013年5月3日，中华人民共和国国家文物局将马王堆汉墓列入第七批全国重点文物保护单位名单中。

## 地名简介

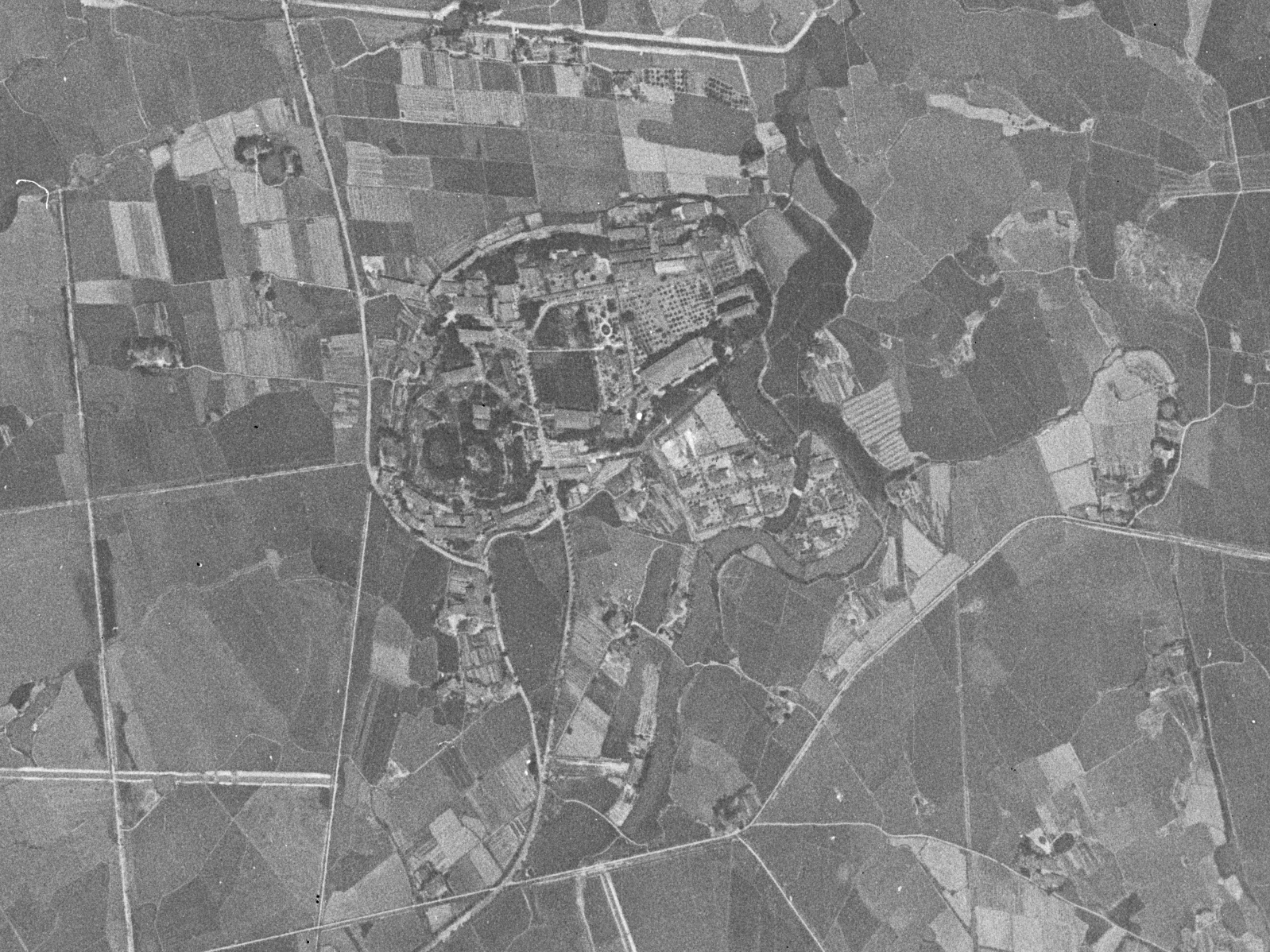
马王堆地区卫星图（1967年）

马王堆位于长沙市五里碑外:1，在北宋初年时被称作“双女墓”，构成马王堆的两座土堆一度被认为分别是汉朝长沙王劉發的两位母親唐姬（生母）和程姬的墓葬。“马王堆”这一名称的来源有两种说法，一种认为两座土堆相邻形似马鞍，原名应为“马鞍堆”，但由于在当地口音中“马鞍堆”与“马王堆”相近，时间一长就被讹化成了“马王堆”，这一点在1972年时马王堆附近的解放军366医院门牌“马鞍堆2号”上得到了印证；另一种说法认为该名称来源于当地史料，在清朝中晚期的地方志中，马王堆相近的位置被标注为五代时期的楚王马殷墓（或疑冢），“马王堆”一名也由此发展而来。
马王堆原设有湖南省老干部疗养院，建于1963年。文化大革命开始后改为解放军366医院（现湖南省人民医院马王堆院区）。

## 发掘经过

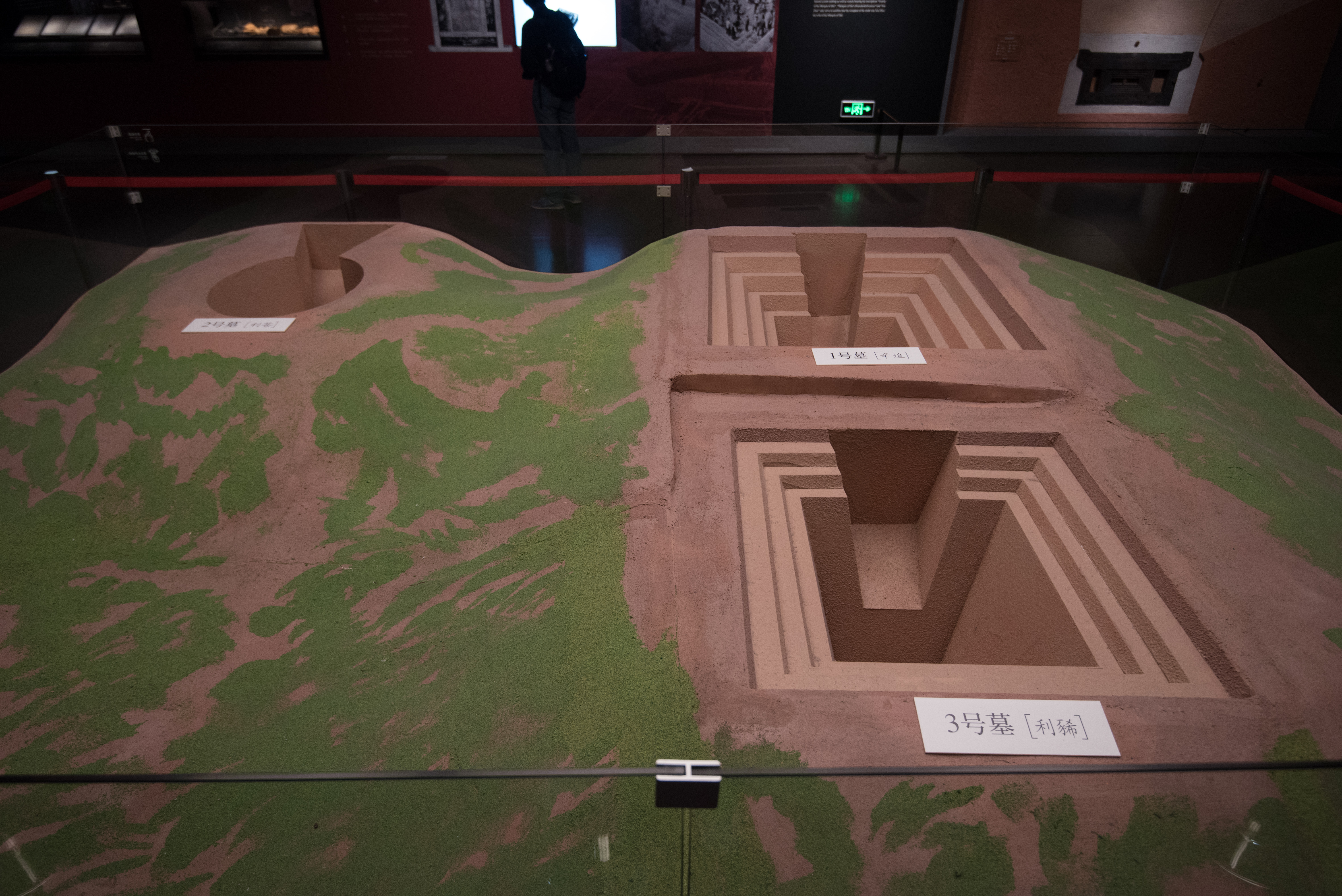
马王堆三座墓葬分布

### 初步勘探
1952年，夏鼐率领中国科学院考古研究所的部分考古人员调查了这两座土冢，根据封土等情况断定这两座土冢下为汉墓，但由于并未发掘，具体墓主人具体身份暂时不得而知。1956年，马王堆汉墓被认定为湖南省第一批省级文物保护单位，但相关的标志石碑早已不知所踪。在1950年代，今马王堆一号墓的正上方曾经被人修建起一座凉亭，在1971年时仅剩水泥基座。

### 一号墓发掘

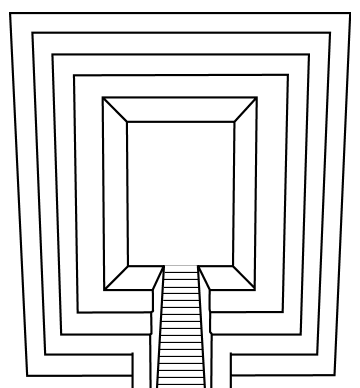
俯視一號墓坑

1971年12月，紧邻马王堆的解放军366医院内进行战备工事的建造，其中挖掘防空洞的整体方向朝向马王堆，这直接导致工人们在施工过程中发现了“鬼火”，进而集体罢工。施工方随即将有关情况通报湖南省博物馆。湖南省博物馆派遣熊传薪一行人对此进行调查，并最终发现防空洞在挖掘的过程中触碰到了一座汉墓。经过讨论后，湖南省博物馆决定先发掘这座封土被防空洞扰动的汉墓，并将其命名为马王堆一号墓，另一座封土下的被命名为马王堆二号墓。在经过向上级部门申报后，考古发掘的经费从最开始申请的12,000元人民币被压缩至6,000元人民币。为了节约经费，用于考古发掘的工具数量被大幅度缩减，同时馆内工作人员几乎全部参与到发掘工作当中。由于处于文化大革命时期，在发掘刚刚开始的时候，博物馆内大部分工作人员均被下放到农村劳动，每天能保证工作的仅有30余人次:5，其中有一部分人是曾经活跃于长沙一带的盗墓贼。但在此之后，发掘工作开始得到来自社会各界的自愿帮助：湖南长沙大型建筑机械厂等工厂为发掘工作提供工程机械及机械操纵人员，湖南直属文化系统部分单位等为发掘人员提供交通工具，当地驻军和长沙市部分中学和高校提供发掘时运送土方的人力，后期还有湖南中医学院和湖南医学院参与到了文物的保护当中:2。
1972年1月16日，发掘工作正式开始，考古队员们用推土机推掉了位于封土正上方的原凉亭的水泥台基，又花了4天左右的时间找到了墓口上方的白膏泥，白膏泥下方还有一层木炭。在清理掉这些白膏泥和木炭之后，考古队员找到了这座墓葬的椁室，并由曾经的盗墓贼们找出了墓穴的大概范围，此时运出的封土已达约2万多担:7。发掘期间，考古人员在现场发现了3个时间较早的盗洞，但根据现场曾经出现“鬼火”等现象，考古人员推断这些盗洞并未能打穿墓葬的白膏泥。在随后的发掘过程中，之前发现的3个盗洞先后见底，并且都没有触及白膏泥:9。在接下来的清理中，考古队员在椁室的上方发现了一层竹席，竹席取出后椁室的椁板直接露了出来。发现椁室的消息随即传开，吸引了为数众多的围观群众，有时为了维持发掘的正常进行，现场甚至有100多名民警维持秩序，周围也围起了铁丝网。为了保证发掘不受干扰，考古队将主要的发掘时间改為於晚上进行。
随着发掘工作的进一步进行，考古队员从最外层的椁室中发掘出大量文物，包括陶俑和各类厨用陶器。随后其余的1层椁和3层棺先后被打开，而最里面的棺被漆粘紧，无法当场打开，湖南省博物馆方面调来了起重机将内棺取回博物馆库房进行进一步清理:11。随后工作人员花了一天的时间才将内棺打开，并花了一周的时间将马王堆女尸从其身上随葬的衣物中剥离出来。女尸随即在长沙市公园展出，期间并未做任何处理，一时间关于女尸的各类流言四起，吸引了大批群众围观。对此，时任中央文革小组成员的姚文元要求湖南省博物馆将这具女尸火化，但被博物馆方面以没有红头文件为由拒绝。随后，在时任国务院总理周恩来直接通过国务院值班室电话给博物馆方面作出相关批示，女尸随即被连夜转移到湖南医学院，得到了妥善保存。1972年4月28日，其余的出土文物在同样得到妥善保存之后，马王堆一号墓的发掘工作基本宣告结束（墓道附近由于建有民屋而暂缓发掘:2），除去天气等原因外，实际工作60天，出土量达到6,000余立方米:2。由于1972年保存能力所限，墓坑在发掘完毕后就被回填了。

### 二、三号墓发掘

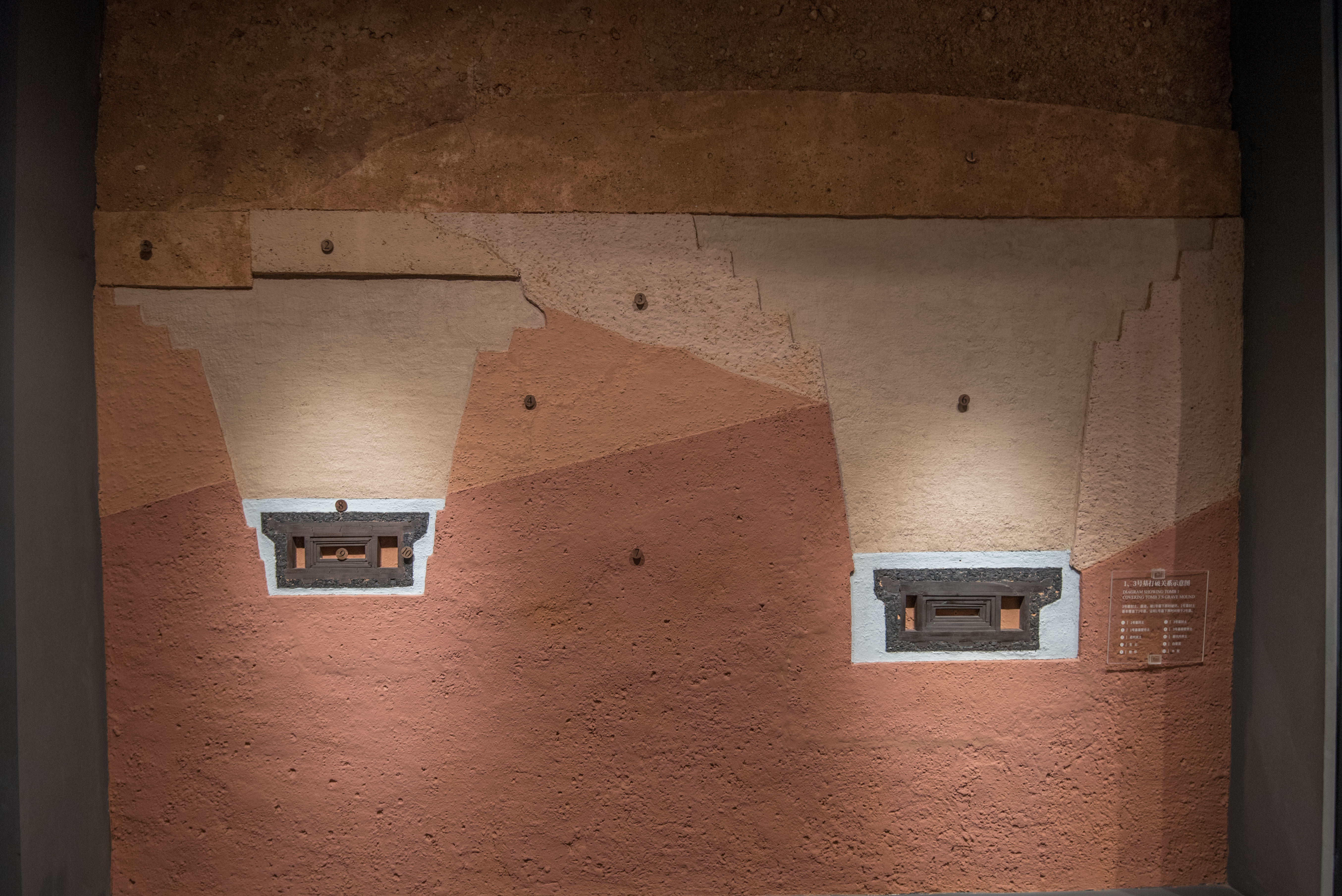
左为马王堆三号墓，右为马王堆一号墓

在一号墓的发掘过程中，考古队员发现在一号墓的封土的一侧还存在着一座与之同时期的古墓，这座古墓被编号为三号墓:16。1973年，湖南博物馆表示希望对二号墓和三号墓进行发掘。9月29日，周恩来批准相关发掘计划，并对发掘的准备工作作出了部分补充。1973年11月19日，考古人员开始对马王堆三号墓进行发掘，整个发掘过程一直持续到12月13日。墓葬整体保存完整，没有遭到盗扰，并且出土了为数众多的各类文物。三号墓因密封不严，墓主人的尸骨早已腐烂，仅余部分遗骸及散亂骨架，经鉴定为男性，年齡三十多歲。三號墓發掘後，考古队员長期没能找到任何可以直接证明三号墓墓主人身份的文物，这导致墓主人的身份一度存疑，因而有长沙国第二代轪侯利豨，和利豨的兄弟、长沙国司马利得两种说法。後有研究人員將三號墓出土的封泥文字復原得到“利豨”二字。三號墓出土木牘表明墓主人埋葬於前168年。另外，考古队员发现三号墓的封土存在被一号墓封土扰动的情况，证明三号墓的建成时间要比一号墓早。
1973年12月18日，马王堆二号墓的发掘工作正式启动，至1974年1月13日结束，共计耗时27天。在发掘过程中，考古人员发现二号墓的封土也存在被一号墓打破的现象，并由此推断出二号墓的建成时间要早于一号墓。此外，考古人员发现了多处盗洞，最早的一处盗洞可以追溯到唐代，这些盗洞导致墓内上方的椁板损毁严重，随葬文物也大多被盗掘或损毁，墓主人的尸体已经腐朽。在墓葬中，考古队员从淤泥里找到三枚印章，这三枚印章证明墓主人的身份为长沙国丞相、第一代轪侯利苍。在发掘过后，二号墓也被回填，而三号墓在经过处理和外部加盖保护性建築後，得以对外开放。

## 墓葬结构

### 一号墓

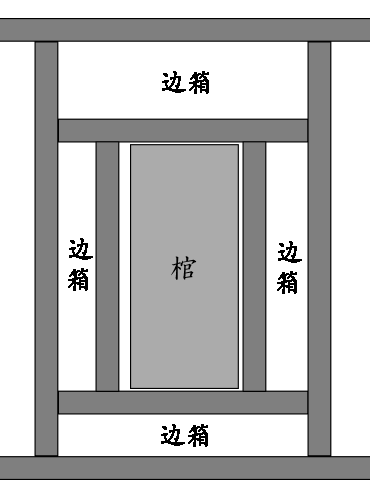
1號墓棺槨示意圖。

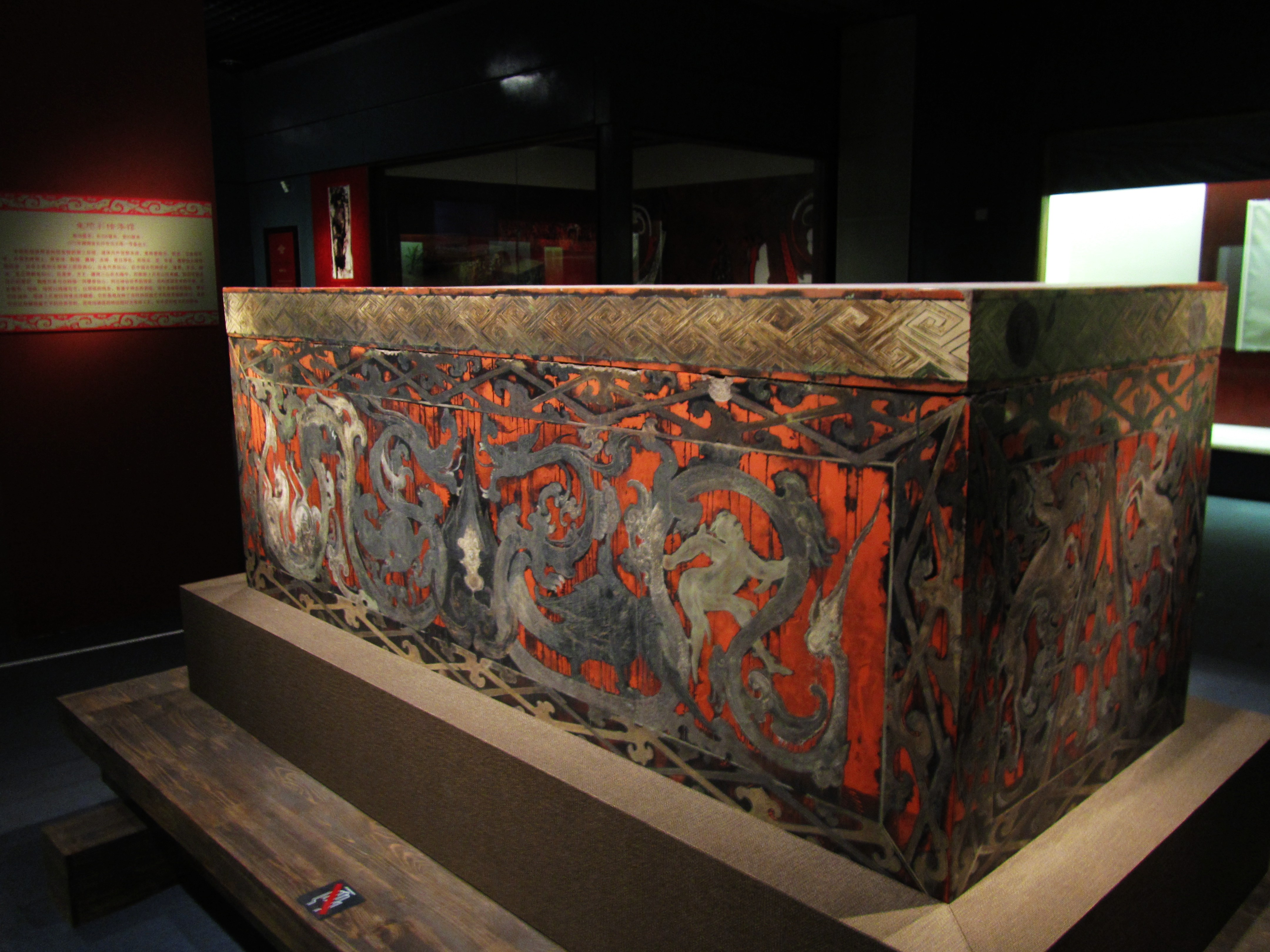
一号墓出土的朱地彩绘漆棺。

一号墓所在的土冢的封土，在挖掘前高20余米，底径50-60米，大部分为夯土，顶部为圆形平台，直径约有20多米:2，大部分为人工堆砌，封土下侧为自然形成的一座高约4-5米的小土堆:3。封土下为墓葬，挖掘自然土堆而成，形制为带斜坡墓道的长方形土坑竖穴，方向为南北朝向。斜坡墓道位于墓坑北侧正中，上宽下窄，最上端宽约3.1米，下端宽约2米。墓道的坡度根据靠近墓室一端大致判断为36°，靠近墓室的一端距离墓穴底端高约3.5米，具体长度因没有发掘而未知:2。
墓口位于封土之下，南北长19.5米，东西宽17.8米，从墓口向下共有4层台阶，第一层台阶南北长16.8米，东西宽15.42米；第二层南北长14.64米，东西宽12.8米；第三层南北长12.54米，东西宽10.45米；第四层南北长10.34米，东西宽8.45米。每层台阶高约1-1.15米，台阶墙壁与每层底面夹角约为105-108°，每层底面均平整，台阶下方为斗型坑壁:4。台阶部分至椁室上方全部被五花土夯实，每层约40-50厘米，夯土下方用生土填充。木椁周围用木炭填充，木炭和生土之间用白膏泥隔开:2。
椁室位于墓坑底部，其上平铺26层竹席，椁室内共有三椁三棺（也有二椁四棺:11），棺椁之间衔接严密，与外面的白膏泥和木炭构成了一个相对封闭的空间:8-10。除外椁和中椁之间留有4个边箱的空间之外，其余棺椁全部环环相套。中椁至内棺的每一方向的厚度均为80厘米，外椁侧壁厚40厘米。外椁下方有垫木，垫木至外椁的最上端共计2.8米:2-3。

### 二号墓
二号墓位于一号墓的正西侧，即马王堆双堆的另外一座。二号墓的墓口距离一号墓墓口最近距离约为23米。墓坑为带斜坡墓道的竖穴，南北朝向。封土堆上部为不规则椭圆形，南北长11.5米，东西宽8.95米。近底部3米处为长方形的墓室，长约7.25米，宽5.95米。墓道口位于北侧正中，靠近墓室一侧建有两座跪姿陶偶人，有残损。墓室内部正中为椁室，椁室外填满白膏泥和黄膏泥。由于经过盗掘，棺椁上层已经腐烂，无法辨别情况，仅底板保存完好，一共4层，可推断其为一椁三棺或二椁二棺结构。

### 三号墓
三号墓与一号墓共用同一个大封土堆，墓口上方的原属于三号墓的封土堆仅剩余2米多，为五花土。墓坑为带墓道的长方形竖穴，方向为南北方向，深约17.7米。墓口南北长约16.3米，东西宽约15.45米。墓口以下有3层台阶，每层内收1米左右，下方为斗型坑壁，直达墓底。墓道位于墓坑北端中部，坡度为19°，靠近墓口一侧建有两座跪姿陶偶人，有残损。墓底和椁室周围填充有木炭，木炭上方有白膏泥。棺椁共有二椁三棺，墓底放置有三根垫木。棺室长2.61米，宽1.22米。

## 出土文物

### 一号墓
一号墓的发掘中，共计出土了千余件文物，具体名单如下：

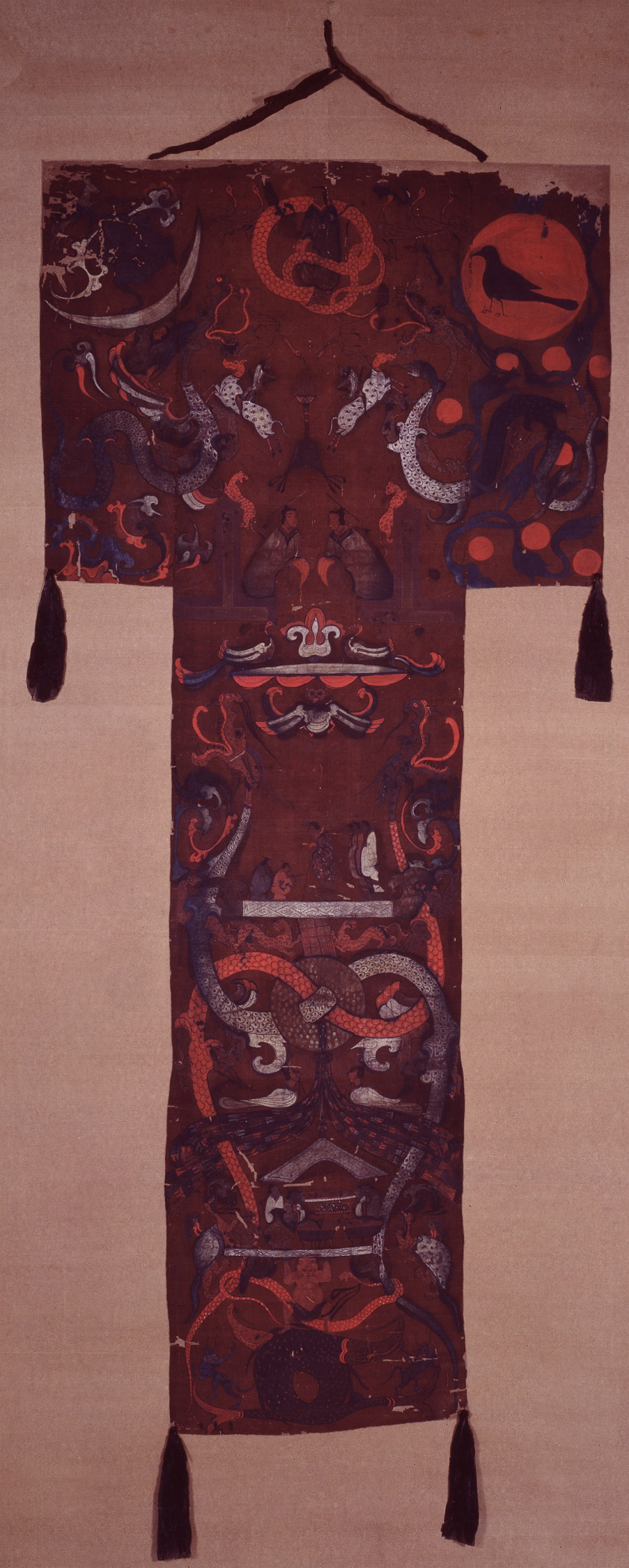
一号墓出土的T型帛画，与木棺椁均为中华人民共和国禁止出国（境）展览文物。

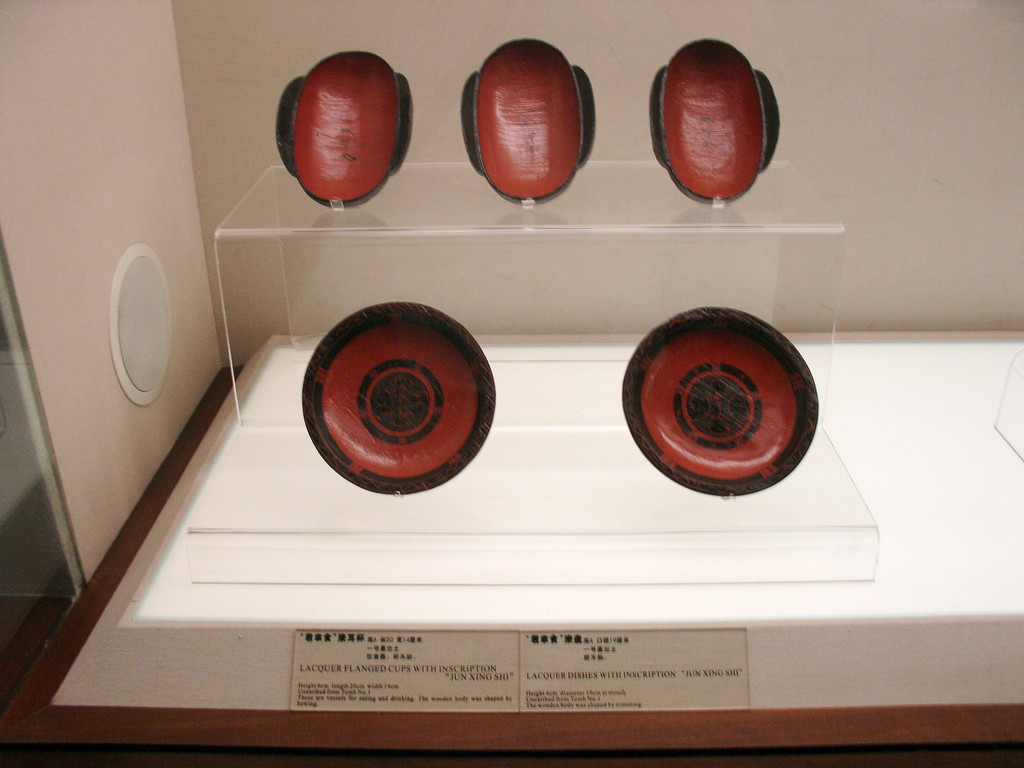
一号墓出土的部分漆木器

- 丝织品，其中有可见诸于史料记载的大部分品种，有绢、罗沙、锦、绣、绮等，颜色有茶褐、绛红、灰、红、黄棕、棕、浅黄、青、绿、白等，花纹有织、绣、绘等。服饰类有卷裙、素纱襌衣、素绢丝绵袍、罗丝绵袍、绣花丝绵袍、素缘绣花袍等[23]:6。此外，还有著名的帛画，该帛画呈T字形，顶端裹有竹竿，并系着丝带，上下通长205厘米，上部宽92厘米，下部宽47.7厘米，保存非常完整[32]，关于这幅帛画的学名究竟应该如何称呼有多种说法，以其中的铭旌说[33][34][35]、非衣说[36]、画荒说[27]、画幡说[37]为主[38]，其功能也有引魂升天说[23]:6、招魂复魄说[33]、引魂入土说[39]和镇墓辟邪说[40]几种；
- 漆器，共有184件，以木竹胎和夹紵胎为主，器型主要有鈁、锺、盒、匕、卮、勺、耳杯、具杯席、投、石、案、匜、奁、几、屏风等[1]:78；
- 竹木器，共有40只竹篓，1叠竹夹，1把长柄大扇，1把短柄小扇，2件竹熏罩（一大一小），1件木杖，32件木璧，13件木犀角，8件木象牙，1件竹串，1件竹筷子，2把木梳，2把篦，2条竹席，4条草席[1]:119-121；
- 陶器，共51件，其中印纹硬陶的有22件大口罐，1件双耳罐，1件瓿，其余全部为泥质灰陶。按照器型区分，共有6件鼎（素面4件，彩绘2件），6个盒（素面4件，彩绘2件），4个素面壶，2件锺，2件鈁，1件瓿，2件豆，1件鐎壶，2件熏炉，1件甑，1件釜，23件罐[1]:122-126；
- 金属品，仅出土了1件铜镜和16件锡铃形器（广义上说还包括漆器上的部分挂饰）[1]:122-128；
- 木俑，共计162个，其中戴冠男俑2件，着衣女侍俑10件，着衣歌舞俑8件，各类彩绘立俑101件[1]:97；
- 乐器，共有1具瑟，1具竽，1套竽律[1]:102；
- 大量植物样本或标本，其中包括稻、小麦、大麦、黍、粟、大豆、赤豆等谷物和豆类，以及甜瓜、枣、梨、梅、杨梅等水果，葵、芥菜、姜、藕[註 3]等菜类，茅香、高良姜、桂皮、花椒、辛夷、藁本、姜、杜衡、佩兰等中药材，此外还有少量大麻[42]；
- 大量动物标本，共计24种，其中包括华南兔、家犬、猪、梅花鹿、黄牛和绵羊等6种兽类，分属于5科3目；雁、鸳鸯、鸭、竹鸡、家鸡、环颈雉、鹤、斑鸠、火斑鸠、鸮、喜鹊和麻雀等12种鸟类，分属于7科6目；有鲤、鲫、刺鳊、银鲴、鳡鱼和鳜鱼等6种鱼类，分属于2科2目[42]；
- 竹简，共计312枚，上面记载了2,063个字[43]；
- 印章，1件，阴文篆书“妾辛”等3字，最后一字起初无法识别[1]:129，之后被解读为“辛追”，也有说法认为应该解读为“避”[44]；
- 一具女尸，即墓主人的尸体辛追[23]:4。

### 二号墓
马王堆二号汉墓出土的文物名单如下：
- 墓主的三颗印章：玉质私印一枚，上书阴体篆书“利苍”二字；铜制明器官印二枚，分别用阴文篆体雕刻“长沙丞相”、“轪侯之印”，其中私印上所刻文字纠正了《史记》和《汉书》上的记载错误[註 4][47]；
- 漆器，约200件，大多残损，可分辨出的器型有耳杯（约100件）、盘（约70余件）、奁、圆壶、器座和匕等；
- 陶器，器型有鼎（根据残片估计出约有9件）、盒、仿、匕、勺和熏炉等，大多残破；
- 其余还有部分残品，包括一件小铜鼎、泥金饼、泥金丸等，以及部分武器[25]。

### 三号墓

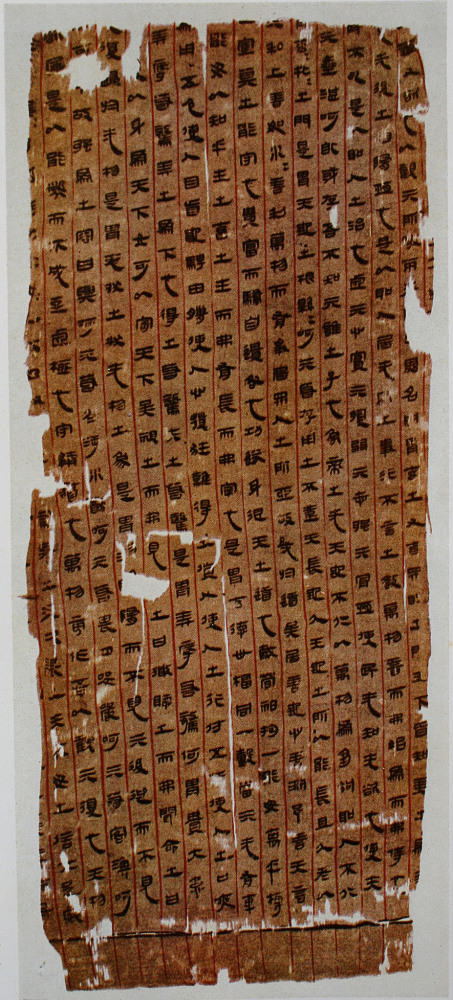
三号墓出土老子道德经

三号墓共出土随葬器物1,000余件，主要名单如下：
- 纺织品，其中包括著名的帛书和4幅帛画，帛画分4幅，一副为T字形，通长2.33米，上部宽1.41米，下部宽0.50米，内容与一号墓出土的帛画答题类似；一副为长方形，长2.12米，宽0.94米，所画内容为车马仪仗场面；另两幅有所破损，其中一幅已经破损到无法辨識原画主题，另一幅有所破损，但尚可看清所画内容。帛书出土时有所粘连，宽度为18厘米，每行宽约6-7毫米，字体的方向与帛的纬线方向一致，字体大多数为早期隶书，少数为篆书，根据字迹来看出自多人之手，其中的内容有《易经》、《老子》、《战国策》、部分天文历法五行占卜方面的著作等，以及记载今湖南省南部潇水流域的地形和今最南部江华县沱江流域的两幅地图，其中文字记载部分与现传内容有大量出入，但为当今历史学、音韵学和文字学领域提供可观的研究资料。其他纺织品主要有绢、罗、纱、锦和绣等；
- 简牍，共计610支，部分残简出土于封土之中，著作内容可分为医术（200支）和遣策（410支）两部分；
- 兵器，共计38件，其中有弓4件、弩2件、矢和矢箙（共计24支，68.5厘米的12支，其余为82.4厘米）、兵器架1件、木剑3柄、戈1件、矛1件等；
- 乐器，瑟1件，竽1件，琴1件，疑似为萧的乐器2件；
- 漆器，共有316件，鼎（共6件），盒，壶，鈁，盆，盘（共68件），巵，匕，勺，耳杯（共174件），耳杯盒，奁，匜，案，几，屏风，箕等，大多为木胎，部分漆器上有字；
- 木俑，共计104件，其中有着衣歌舞俑和乐俑共计17件，着衣侍俑8件，雕衣俑4件，彩绘俑73件；
- 竹笥，共计50个，出土时已严重腐朽，其中38件当中盛有被做成食物的动物遗骸、水果、谷物等，2件盛有中草药，剩下8件盛有丝织品（丝织品大多已残或朽）；
- 博具，共计1套，保存状况与史料记载基本相同；
- 刷子2件，铜镜2件，角镜1件，角梳2件，角篦2件，木梳2件，木篦2件，环首铁削1件，三角形纹陶熏炉2件[25]。

## 相关研究与保护
1983年10月底，收藏于湖南省博物馆的部分文物及复制品被盗，其中包括部分马王堆汉墓的出土文物素纱禪衣。此后这批文物被警方悉数追回，但禪衣已被毀壞，相关疑犯也被捉拿归案。
关于夫人尸体為何能保存下來的讨论自从马王堆发掘之后就一直在进行，有人认为是事先在内棺当中注入的液体所致，也有说法认为是棺椁内存在的特殊气体所致。由于当时的保存方式所限，墓主人的尸体被解剖后保存，但此后出现了较为严重的脱钙现象，经抢救保护后方脱险。
出土于马王堆一号墓的帛书的印刷复制品被当作礼物送给当时访问中华人民共和国的日本首相田中角荣。此后，帛书上的“房中术”相关内容被马王堆发掘业务副组长组周世荣编译后改称《长沙马王堆三号汉墓竹简“养生方”释文》，首先在《马王堆医书研究专刊》1981年第2期上刊登，但限于编者个人原因一直未能在国际上发表。1981年，以赤堀昭为团长的日本医学代表团访问中华人民共和国，马王堆医学会将此刊当作见面礼赠送给了日方。“房中术”的相关内容随后被日本麦谷邦夫先生整理，并首次在国际上发行。
2005年11月，由中南大学和湖南省博物馆联合组建的马王堆汉墓古尸和文物保护研究中心成立。2006年，长沙市出台相关规划，目标在2020年前将马王堆汉墓申报为世界遗产。2007年长沙市芙蓉区政府提出了建设一座占地270亩的西汉长沙国马王堆汉墓陵园的相关构想，2009年该计划在长沙市芙蓉区的政协会议上被再次提出。2013年5月3日，中华人民共和国国家文物局将马王堆汉墓列入第七批全国重点文物保护单位名单中。
1992年，在长沙召开的纪念马王堆汉墓发掘20周年国际学术研讨会上，与会学者共同将针对马王堆汉墓的出土文物的研究统称为马王堆学，其研究范围涉及到了由马王堆帛书所引出的古文献学的研究、中医学的研究、天文学和地志学的研究以及传统数术研究；针对出土漆器等物品的器物学的研究；针对出土纺织品的纺织学研究和古代艺术史研究；针对墓葬结构的汉初葬仪的研究；针对出土女尸的防腐学研究；以及涵盖了以上内容的汉初文明的研究。此后的马王堆汉墓发掘30周年、40周年时举行了马王堆学的研讨会。2009年，马王堆汉墓考古发掘被长沙市文物局列为“近年来长沙十大考古发现”。2014年11月，对马王堆当中出土的文献类文物研究书籍《长沙马王堆汉墓简帛集成》正式出版。2015年年内，湖南省将以省博物馆为主建立以科研文献查阅为主要目的的马王堆汉墓研究数据中心。
2012年，部分长沙市民以“汉墓风水好，土壤有‘灵气’”为由，多次从马王堆医院一侧盗挖马王堆汉墓封土，拿来种菜、养花甚至腌制咸鸭蛋，马王堆三号墓遭到破坏，加上雨水冲刷，导致墓顶原本铺设的水泥板边缘出现塌陷，此后医院方面联合汉墓管理机构加强了该地区的保安巡逻，盗土现象得以被遏制。此外，对外开放的马王堆三号墓的墓坑被部分游客当成了许愿池，里面堆积了大量的小面额的纸币和硬币，且这种投币的行为屡禁不止，清洁工只得将这些钱币清理出墓坑后上交给管理方湖南省博物馆。